# 纳西普赖丹
纳西普赖丹是巴西米纳斯吉拉斯州的一个市镇。总面积228.587平方公里，总人口2957人，人口密度12.9人/平方公里。